# 同成社
株式会社同成社（どうせいしゃ）は、日本の東京都千代田区飯田橋に本社を置く出版社。考古学の学術書を中心に扱うが、他に歴史書、特別支援教育関連の書物も出版する。同社は、歴史書懇話会に参加している。